# Chamada
Chamadas sind innere Routinen des traditionellen Capoeira-Angola-Spieles, einer Spielart der brasilianischen Kampfsportart Capoeira. Es gibt mehrere Varianten. Der Ablauf einer Chamada folgt festen Regeln:

## Anruf
Einer der Spieler initiiert die Chamada dadurch, dass er eine Hand hochhebt und gleichzeitig den anderen Arm so vor den Körper legt, das seine Deckung gewährleistet bleibt. Normalerweise rufen erfahrenere Spieler die unerfahreneren an. Die Anrufbewegung imitiert den Sklavenmeister (er hielt einen Rohrstock zur Züchtigung in der Hand).

## Annäherung
Der angerufene Spieler nähert sich langsam und unter größter Vorsicht an. Hierbei macht er sehr viele Verteidigungsbewegungen, um sich zu schützen. Dies kann als Ehrbezeugung vor einem großen Meister gemeint sein oder auch als Verhöhnung des anderen Spielers.

## Passo-a-Dois
Nach der Annäherung gehen die Spieler gemeinsam drei Schritte vor und drei zurück. Die Spieler können je nach Variante nebeneinander, hintereinander oder Voreinander stehen. Manchmal steht auch der eine Spieler höher als der andere – es gibt sehr viele Variationen.

## Ausgang
Der Spieler, der die Chamada initiiert hat, löst sie auch wieder auf. Er führt langsam die Hände des anderen zum Boden und hat in der Regel schon eine „Überraschung“ in Form einer plötzlichen unerwarteten Trittbewegung für ihn parat.
Eine Chamada wird dann ausgeführt, wenn in langen Spielen eine Ruhepause nötig ist, eine stagnierende oder verworrene Situation auftritt oder sich die Gemüter nach hitzigen Handlungen abkühlen müssen.